# フロイド・ウェスターマン
フロイド・レッド・クロウ・ウェスターマン（Floyd Red Crow Westerman）、 （カンギ・ドゥタ（Kanghi Duta）、1936年8月17日 －  2007年12月13日）は、アメリカインディアンのダコタ・スー族の民族運動家、俳優、声優、音楽家。

## 来歴
1936年8月17日、サウスダコタ州のトラバース湖畔保留地の「シセトン・ワペトン・オヤテ」に、「カンギ・ドゥタ」（赤いカラス）として生まれた。映像作品などでは「レッド・クロウ」名義でのクレジットも多い。
10歳のときに、自宅から160㎞離れたワーペトン寄宿学校に強制入学させられた。この学校には、一歳年下のデニス・バンクス（オジブワ族）もいた。ワーペトン寄宿学校はインディアン寄宿学校であり、これはインディアンの子供から衣食住すべてのインディアン文化を剥ぎとり、強制的に白人化させ、「外身は赤いが中身は白い」という「アップル」に仕立て上げる合衆国の同化政策の道具のひとつだった。フロイドは入学直後にインディアンの伝統的風習である長髪を切られ、スー族の言葉を話すことを禁じられ、心に深い傷を残した。この経験はのちの人生に大きく影響することになる。寄宿学校でフロイドはギター演奏を覚えた。
1954年、18歳でアメリカ海軍に入隊し、2年間の兵役の後、北部州立大学に入学した。卒業後、ミネソタ州ミネアポリス4番街の「インディアン横丁」に住んでいた。ここは保留地から流出したインディアンたちの集まるスラム街だった。差別のためにインディアンは定職を得られず、フロイドも低賃金の日雇い労働で食いつなぐ毎日だった。

### AIMメンバーとなる
1968年、「インディアン横丁」仲間の、デニス･バンクスらミネアポリスのオジブワ族インディアンの若者たちが、インディアンの権利回復要求のための団体「アメリカインディアン運動」（AIM）を旗揚げしたのに伴い、フロイドもそのメンバーとなった。
1970年には、クライド・ベルコート、デニス・バンクス、ラッセル・ミーンズ、ジョン・トルーデルとともに、AIMの中心的人物となった。AIMが全米に名をとどろかせることになった、11月26日の「反感謝祭抗議」では、大勢のメンバーとともにニューイングランド・プリマスで「メイフラワー2世号」を占拠してAIMの旗を揚げ、プリマス・ロックを砂で埋め、「清教徒上陸350周年」の祝賀祭をぶち壊して見せた。以後、AIMが行った数々の抗議運動を共にする。
1974年6月、アメリカ合衆国におけるインディアン民族の権利問題を国際的に訴えるため、AIMがサウスダコタ州「スタンディングロック・インディアン保留地」で「国際インディアン条約会議」（IITC）を結成。フロイドは創立時より晩年まで、IITCの親善大使を務めた。
AIMの活動では、ことに環境問題に熱心に取り組み、インディアン保留地での核物質の採掘による放射能汚染問題を巡って、1992年にオーストリアで開かれた「世界ウラニウム公聴会」に出席、証言を行っている。

### 音楽家となる
フロイドはAIMでの活動の中で、インディアン作家のヴァイン・デロリア・ジュニアと交流を深め、ヴァインの詩に曲を提供し始めた。1969年に、ニューヨークのレコード会社がフロイドと契約、翌年ヴァインの著作『カスターはその罪ゆえに死んだ』を題名にして、初のアルバムがリリースされた。以後、コロラド州を拠点に、インディアン運動を音楽で表現し始め、アルバムの自費出版を続けた。音楽スタイルはカントリー・ウェスタンだった。ジャクソン・ブラウン、ウィリー・ネルソン、ボニー・レイット、ハリー・ベラフォンテ、ジョニ・ミッチェル、クリス・クリストファーソン、バフィー・セント＝マリーといった様々な人種の音楽家とセッションを行っている。
1990年代からは、熱帯雨林保全の資金調達のため、スティングとともに全世界公演を行った。2000年には、「アメリカインディアン博覧会」で、「本年度の有名人」に選ばれた。
2007年12月13日、カリフォルニア州ロサンゼルスで、白血病により死亡。71歳だった。遺体は故郷サウスダコタに埋葬された。妻ロージーとの間に、ジェニファー、リチャード、チャンテ、チェノア、ニキの5人の子供がいる。

## 発言
フロイドの『彼らは耳を貸さない』という歌には、次のような詩句がある。フロイドは1992年にオーストリア・ザルツブルクで開催された「世界ウラニウム公聴会」で証言した際に、この詩句を証言の最後に暗唱している。

## 出演作品
フロイドは1989年に『Renegades』でデビューして以来、俳優としても晩年まで活躍している。役名もそのまま「フロイド・ウェスターマン」と表記されたものも多い。

### 映画作品
- 『Renegades』（1989年）
- 『ダンス・ウィズ・ウルブズ』（1990年）
- 『Son of the Morning Star』（1991年）
- 『ドアーズ』（1991年）
- 『Clearcut』（1991年）
- 『Rio Shannon』（1993年）
- 『ブロークン・チェーン』（1993年）
- 『Lakota Woman: Siege at Wounded Knee』（1994年）
- 『バッファロー・ガールズ』（1995年）
- 『Siringo』（1996年）
- 『ブレイブ』（1997年）
- 『Dusting Cliff 7』（1997年）
- 『Grey Owl』（1998年）
- 『Graduation Night』（2003年）
- 『Dreamkeeper』（2003年）
- 『オーシャン・オブ・ファイヤー』（2004年）
- 『Truth and Dare... aka Party On』
- 『Tillamook Treasure』（2006年）
- 『Comanche Moon』（2008年）
- 『チョイス!』（2008年）

### TV作品
- 『炎のテキサス・レンジャー』
- 『たどりつけばアラスカ』
- 『ダーマ&グレッグ』
- 『ミレニアム』
- 『Poltergeist: The Legacy』
- 『The Pretender』
- 『Roseanne』
- 『Xファイル』
- 『ジェシカおばさんの事件簿』
- 『Hardball』
- 『L.A.ロー 七人の弁護士』
- 『冒険野郎マクガイバー』
- 『Femte port, Den'』
- 『Judging Amy』
- 『Baywatch Nights』
- 『Lakota" commercials』

### 声の出演
- 『パウワウ・ハイウェイ』 （1989年、映画）
- 『500 Nations』（voice) (1995年、映画）
- 『Atlantis: Milo's Return』（2003年、映画）
- 『キャプテン・プラネット』 （TV）
- 『The Dakota Conflict'』 （TV）

## アルバム
- 『カスターはその罪ゆえに死んだ（Custer Died for Your Sins）』（1969年）
- 『Indian Country』（1970年）
- 『カスターはその罪ゆえに死んだ』（1982年）　※再録音盤
- 『The Land is Your Mother』（1982年）
- 『Oyate』（1990年）　※トニー・ハイマスとのセッション
- 『A Tribute to Johnny Cash』（2006年）